# Litoměřický tunel
Litoměřický tunel byl jednokolejný železniční tunel mezi železničními stanicemi Litoměřice město a Velké Žernoseky, dříve Litoměřice město (Jarošova ulice) a Litoměřice dolní nádraží, na železniční trati Lysá nad Labem – Ústí nad Labem 072.

## Historie
Průchod železnice Litoměřicemi narazil na odpor měšťanů vést koleje podél břehu Labe v husté městské zástavbě. Společnost Rakouská severozápadní dráha (ÖNWB) byla nucena prorazit tunel pod historickým centrem Litoměřic. 

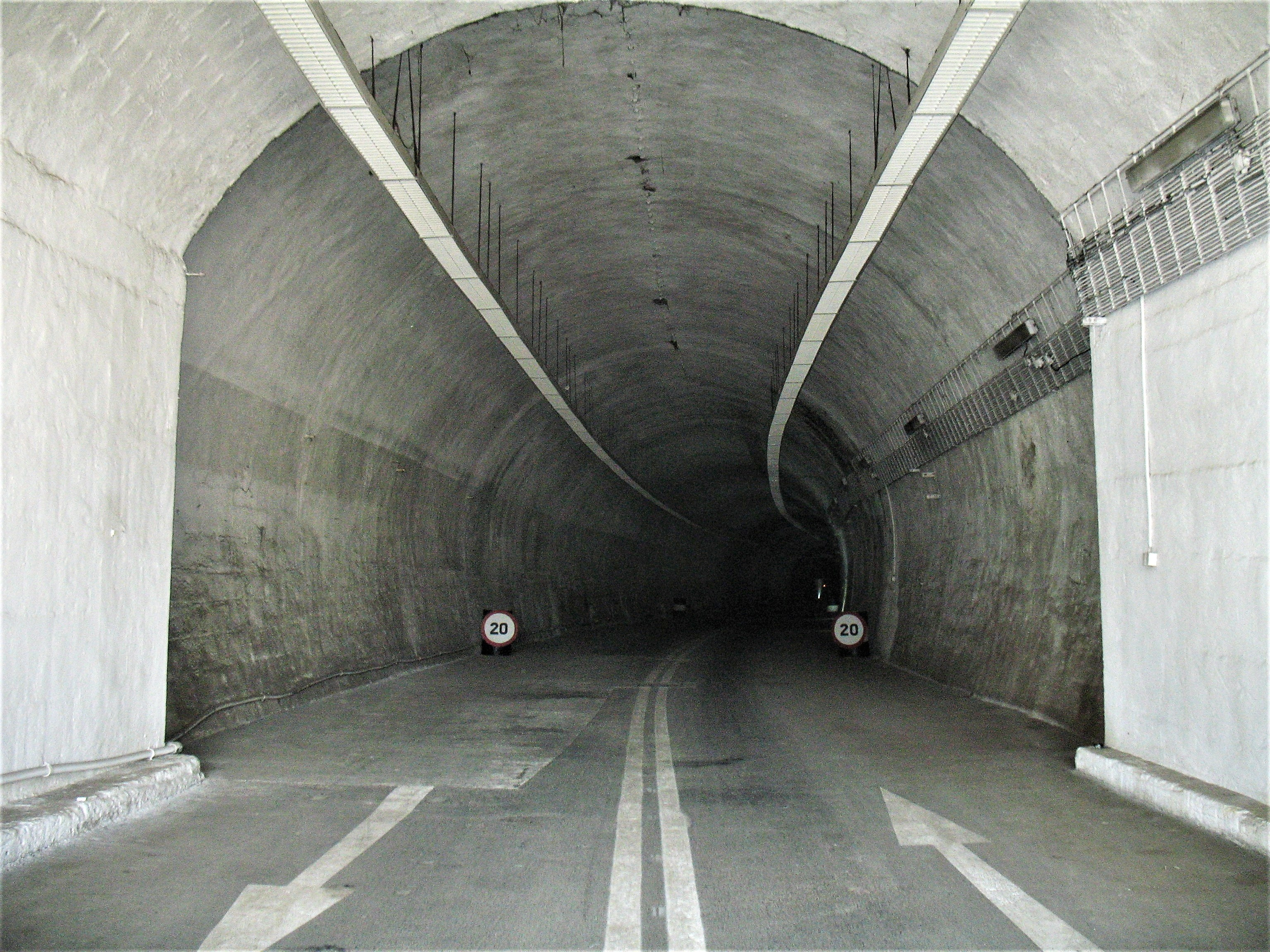
Pohled do nitra tunelu

Práce byly zahájeny v dubnu 1872 v zahradě kapucínského kláštera. Prvního ledna 1874 byl zahájen provoz na Rakouské severozápadní dráze tunelem, který byl proražen v délce 350 metrů a byl nejnáročnější stavbou na celé trati. V blízkosti západního portálu byla postavena zastávka Litoměřice město. Po zdvoukolejnění trati byla postavena nová železniční zastávka se stejným názvem před východním portálem na ulici Marie Pomocné.
S nárůstem přepravy byla potřebná modernizace trati. Tomu stávající tunel nevyhovoval. Po druhé světové válce byla dvojkolejná trať vedena z litoměřického dolního nádraží přeložkou po pravém břehu Labe přes novou železniční stanici Litoměřice město. Tunel a původní nádraží byly opuštěny v roce 1958. Tunel byl využíván jako sklad ovoce a zeleniny. Po roce 1990 se zde konaly výstavy a následně byl využíván jako sklad a garáže. V roce 2017 město Litoměřice plánovalo adaptovat tunel na podzemní garáže pro 158 aut. Náklady předpokládaly vynaložit 80 miliónů korun na realizaci, z toho 6,9 miliónů korun na nákup tunelu.

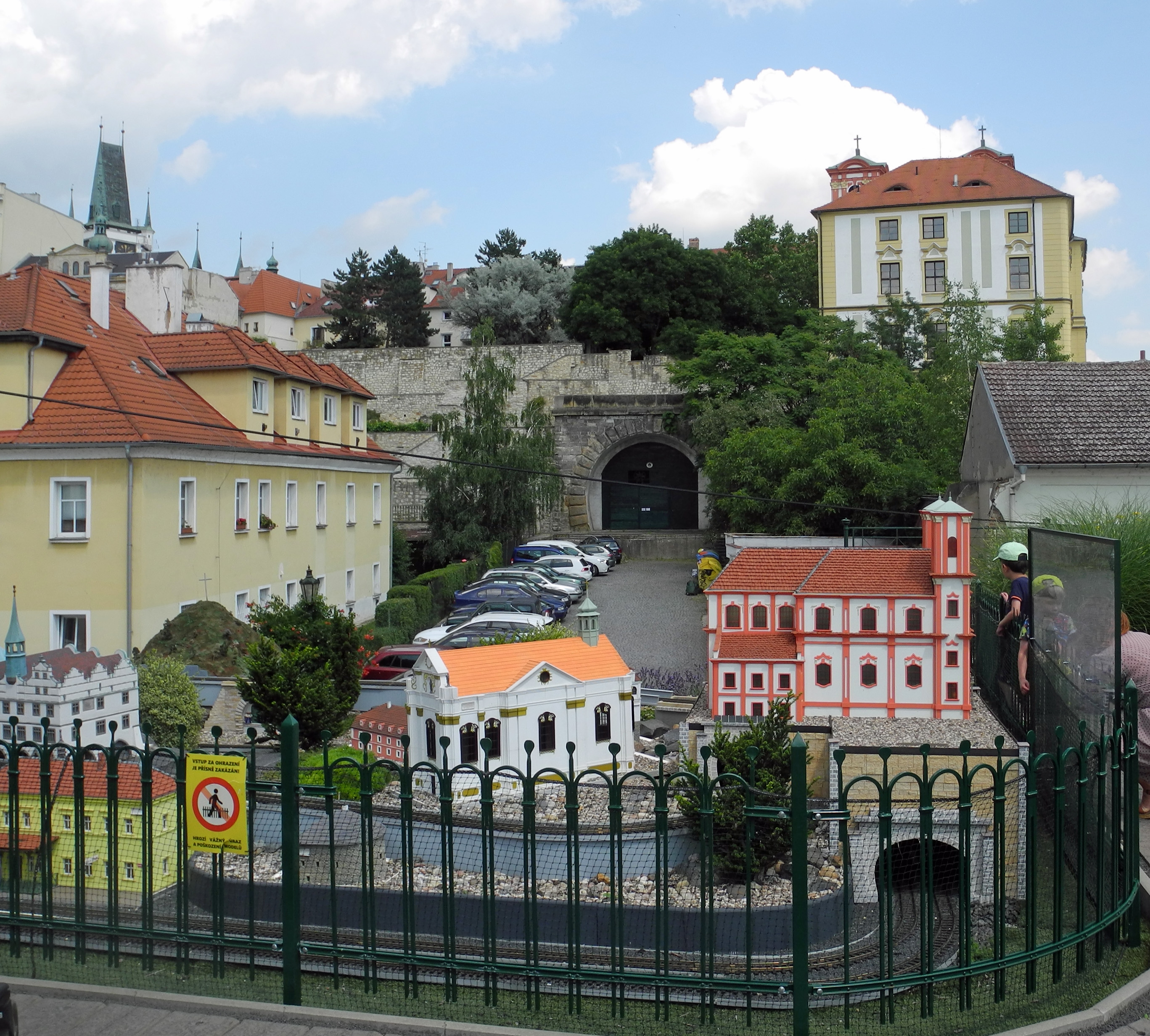
Západní portál tunelu, v popředí model města, zvaný „Malé Litoměřice“

Tento záměr však nebyl kvůli vysokým nákladům realizován. Místo toho zde vlastník tunelu zřídil „Zastávku pro motorkáře“ a zároveň nabízí prostory tunelu pro pořádání soukromých akcí či výstav.

## Popis
Tunel byl ražen v jižní části historické zástavby s nízkým nadložím. Tento problém byl řešen vedením tunelu pod nezastavěnými plochami, to vedlo k tomu, že má několik oblouků. Na výstavbu portálů byl použit kámen, na jejich líc pak velké pravidelně opracované kvádry.